# Two Suns
Two Suns – drugi album brytyjskiej piosenkarki Bat for Lashes, wydany 3-7 kwietnia 2009.
Natasha Khan prezentuje swoje alter ego nazwane Pearl - destruktywna, blond femme fatale czyni Khan jeszcze bardziej mistyczną.
Album nagrywano w Kalifornii, Nowym Jorku, Londynie, Brighton i Walii. Pierwszy singel Daniel wydano 1 marca 2009.

## Lista utworów
Wszystkie utwory zostały napisane i skomponowane przez Natashę Khan.
1. „Glass”, 4:32
2. „Sleep Alone”, 4:02
3. „Moon and Moon”, 3:08
4. „Daniel”, 4:11
5. „Peace of Mind”, 3:28
6. „Siren Song”, 4:58
7. „Pearl's Dream”, 4:45
8. „Good Love”, 4:29
9. „Two Planets”, 4:47
10. „Travelling Woman”, 3:46
11. „The Big Sleep” (ft. Scott Walker), 2:55
12. „Wilderness” (utwór bonusowy iTunes), 3:59

## Notowania na listach przebojów
| Notowanie                         | Najwyższa pozycja | Sprzedaż |
| --------------------------------- | ----------------- | -------- |
| German Albums Chart               | 4                 | 25,000+  |
| UK Albums Chart                   | 5                 | 75,000+  |
| Irish Albums Chart                | 17                |          |
| European Top 100 Albums           | 21                |          |
| Belgian Albums Chart (Flanders)   | 26                |          |
| Greek Albums Chart                | 29                |          |
| Finnish Albums Chart              | 39                |          |
| French Albums Chart               | 56                | 15,000+  |
| Italian Albums Chart              | 85                |          |
| Swiss Albums Chart                | 94                |          |
| Australian Albums Chart           | 95                |          |
| US Billboard 200                  | 141               | 10,000+  |
| US Billboard Comprehensive Albums | 156               |          |
| US Billboard Top Heatseekers      | 2                 |          |